# Academias Nacionais de Ciências, Engenharia e Medicina
As Academias Nacionais de Ciências, Engenharia e Medicina ou National Academies of Sciences, Engineering, and Medicine (NASEM), é uma organização licenciada pelo Congresso que serve como a academia científica nacional coletiva dos Estados Unidos.
O nome é usado indistintamente em dois sentidos: (1) como um termo abrangente ou organização-mãe para suas três subdivisões que operam como organizações membros honoríficas quase independentes da sociedade científica, conhecidas como Academia Nacional de Ciências (NAS), Academia Nacional de Engenharia (NAE) e da Academia Nacional de Medicina (NAM); e (2) como marca para estudos e relatórios emitidos pelo braço operacional unificado das três academias originalmente conhecido como Conselho Nacional de Pesquisa (NRC). As Academias Nacionais também atuam como assessores de políticas públicas, institutos de pesquisa, grupos de reflexão e consultores da administração pública em questões de importância pública ou a pedido do governo.
Agora governado conjuntamente pelas três academias, o NRC produz cerca de 200 publicações anualmente, que são publicadas pela National Academies Press. Os relatórios produzidos pelas Academias Nacionais têm sido caracterizados como reflexo do consenso científico.